# Sybil (1921)
Sybil é um filme mudo do gênero drama produzido no Reino Unido e lançado em 1921.